# Omeshorn
Omeshorn är en bergstopp i Österrike.   Den ligger i distriktet Bludenz och förbundslandet Vorarlberg, i den västra delen av landet, 500 km väster om huvudstaden Wien. Toppen på Omeshorn är 2 557 meter över havet, eller 123 meter över den omgivande terrängen. Bredden vid basen är 1,3 km.
Terrängen runt Omeshorn är bergig västerut, men österut är den kuperad. Runt Omeshorn är det ganska glesbefolkat, med 47 invånare per kvadratkilometer.. Närmaste större samhälle är Mittelberg, 15,4 km norr om Omeshorn. 
Trakten runt Omeshorn består i huvudsak av gräsmarker.